# デモンゲイズ2
『デモンゲイズ2』は、角川ゲームスから2016年9月26日に発売されたPlayStation Vita用ソフトである。
2016年10月21日のアップデートではエクストラコンテンツ「柳生斬魔録 コール・オブ・ザ・グリモダール（以下、柳生斬魔録）」が配信された。また、2017年12月14日には英語字幕や音声を収録した『DEMON GAZE2 Global Edition』がPS Vita/PS4用ソフトとして発売された。
『デモンゲイズ』の続編にあたる本作は、架空の街アストリアを舞台に強大な星力で街を支配するデモンゲイザーとの戦いを描く。
なお、前作におけるデモンは「神の兵」という設定だったのに対し、本作では「人間などの魂を改造して生み出された存在」と設定されている。
2022年5月より、Dragami Gamesが角川ゲームスから本作を含む『デモンゲイズ』シリーズに関する権利を引き継いでいる。

## システム
本作では、NPCのパーティーメンバーは廃止され、代わりにデモンをパーティーメンバーとして加入させられるようになった。スタリカの3柱を除いて原則新規のデモンはレベル1で加入する。
デモンはそれぞれメインクラス＋サブクラスのように複数のクラスのスキルを組み合わせた形で成り立つ固有のクラスを持つ。
ゲーム開始時には「アライメント」として善・中立・悪のいずれかを選択することになり、以降主人公の習得スキル及び「リバティスキル」という枠で習得できるスキルに違いが生じる（ストーリーや装備適正に影響なし）。善は防御、中立はバランス、悪は攻撃に寄ったスキルを覚える。このスタンスとリバティスキルは変更不可である。
デモンは人間体から変身する「トランスデモン」という能力を有しており、戦闘時にたまるスターゲージを消費することで発動可能となる。この能力を発動させると、デモンスキルと呼ばれるスキルを使うことができる。トランスデモンは魔法による援護や攻撃を得意とする「MAGIC」、物理攻撃や防御にたけた「POWER」、手数が多い反面使いどころに注意が必要な「SKILL」の3タイプに分かれており、これらの3タイプは後述する合体にもかかわってくる。トランスデモン中は毎ターンスターゲージを消費する。
ゲーム中盤からはデモンと合体できるようになり、合体後はデモンとデモンゲイザーの持つスキルを使用可能となる。しかも集中を必要とする技も集中無しで使い放題となるがハイコスト。ゲージが尽きるか、行動回数（愛情度に応じた回数）をこなすと自動的に解除（デモン化も同時解除）される。また合体したデモンは一時的に弱体化してしばらく戦闘に加わらなくなる。
デモンとのふれあいはメンテナンスという形で行われ、このイベントはデモンの身体をまさぐって好感度が上がりやすいポイントを見つけるものである。メンテナンスには、デモンを討伐すると手に入るメンテクリスタルという貴重品（ドロップもするが原則は新たなデモン討伐時に入手）が必要になる。規定回数だけ、トランス後のデモンの体を触り、PERFECTと表示されるポイントを探す。PERFECTに最も近いポイントを振れると強く光る。タッチできる回数は基本的に4，5回で、主人公のデモンごとの対応特性値が高いと回数が少し増える。
好感度が最高値に達すると「デートイベント」が発生し、このイベントを成功させると好感度レベルが上昇したり、新しいスキルを解放させることができる。さらに、デモンごとに決まった特性値だけデモンとシグナの特性値が最大で各3ずつ増える（パーティ外でも有効）。個室をあてがっておくと低確率だが戦闘ごとに好感度が自動的に上昇する。好感度レベルの上昇に伴い、好感度の増加量は減少していく。
MAXスターゲージは革命団の支持率に応じてスターゲージの上限値が増加する。支持率上昇はデモン加入ごとに行われるため、デモンが増えると最大値が増加していく。
また、家賃制が廃止されたため、基本出撃費用はかからない。
終盤のアステリア城攻略の段階から「スターサークル」が時折出現し、出現時にはアナウンスが流れる。これはジェムのかわりに連れているデモンを放り込むシステムであり、パーティ内から最大3人まで放り込めるが、残りのパーティーメンバーのみで出現した敵を倒さなければならないというデメリットがある。基本的に放り込まれたデモンが装備可能な装備が出現するが、それ以外の装備が出てくることもある。
シグナと各デモンたちには最初からLv50以上（シグナはLv55、デモンたちはLv60）で習得するスキルが明示されているにも拘わらずマグナスター打倒までのカンストレベルは50。本編クリア後にある条件を達成するとレベルキャップが外れる。
前作と同様にプロメスに頼むとゲーム難易度を変えられるほか、最高難易度として「けしずみ」が新たに追加されている。なお、外伝である「柳生斬魔録」は「あつい」以上でないと挑めない仕様になっている。
クリア後には『剣の街の異邦人』で登場した特性値を上げることができる結晶を入手できる。

## ストーリー
本編
邪眼を持つ主人公のシグナ（デフォルトネーム。変更可能）は城に囚われていたところ、ペガッソという謎の少女に追われ、訳の分からぬまま練星炉に入れられそうになっていた窮地をカッスルという人間に助けられる。ペガッソとの戦いになった際にシグナの持つデモンゲイザーとしての能力が開花し、返り討ちにして彼女を捕らえる。やがて行き止まりに追い込まれた二人はアステリア革命団のリーダーミュゼの駆るワイバーンに救助された。
シグナは革命団の本拠地であるステラ座に案内される。ステラ座はもともと劇場だったが、孤児院を経て酒場（兼革命団の本拠地）になった場所であり、シグナは孤児院だった頃、そこでミュゼとその妹のプリムと育った思い出がある。シグナがデモンゲイザーとなった際に過去の記憶はすべて奪われたものの、ミュゼは結果的に新たな力を得たシグナを歓迎する。アステリアは一見穏やかで平穏な街だが、街を支配するデモンゲイザーのマグナスターはスタリカと呼ばれる呪歌で人々の心を支配しており、陰では何も知らない無辜の市民たちが人知れず練星炉に放り込まれていた。そうした実情を知り養母ミルダの仇でもあるマグナスター打倒のため、ミュゼたちは星力ラジオの放送を通じて革命団の活動を周知していたものの、真実を知らない人々の間に革命団の支持はなかなか広まらずにいた。ミュゼはシグナが捕らえたペガッソを解放し、ペガサスという名のデモンとしてシグナの配下に加える。こうして打倒マグナスターを掲げるアステリア革命団の戦いは本格的に始まった。
柳生斬魔録
マグナスター“たち”との戦いを経て、シグナはデモンゲイザーからスターゲイザーとなり、モンスターの巣窟と化していたアステリア城での問題も解決した。
一方、竜姫亭では、女主人フランが前作主人公・オズとともに出張兼新婚旅行に出かけており、副支配人のピーネが留守を預かることとなった。ピーネはフランのいない寂しさを紛らわせるため、竜姫亭中をキノコで飾りたてていたところ、そのキノコが異常繁殖してしまう。困り果てたピーネはレゼルムから預かった通信装置で外部に救援を求める。
シグナたちは、トマの連絡を受けてステラ座のメンテナンス室にあった最新式の星力ラジオを通じてピーネの呼び声を聞き、レゼルムがひそかに転移用として用意した鏡を通じて、竜姫亭へと駆け付ける。
ピーネから事情を聴いた革命団はキノコの異常繁殖の原因が禁域となっているグリモダール城にあると判断し、カッスルの案内で城に向かうも、本来上層階にあるはずの「エデン」がいきなり出現するなど、カッスルの記憶と異なる様相になっていた。少しして、一行はエリスの亡霊に遭遇する。オズの支配下となっている筈のエリスがなぜ亡霊となって出現したかさえ定かでないまま、更に探索を進めると妙な書き置きが発見される。ピーネは近頃頻繁にフランの下着が盗まれていたことを打ち明け、犯人の求めに従い「ある人物の使い古しの下着」を差し出す。そして、シグナは窃盗犯であるデモン討伐に乗り出す。
そのころ、昔の日本からこの世界に飛ばされた異邦人・柳生十兵衛は、次元の転移によって身体が再構築される際、ランスローナの魂が混じったことにより、彼女と似た美女の姿になってしまう。自らの変貌に戸惑いつつも、十兵衛は彼女の励ましを受けながら、グリモダール城で行われているらしい邪悪な企みを阻むため、彼女から受け継いだ邪眼を使ってデモンの残滓を操って結界を張り、城の最奥と外とを遮断していた。そこへ、事態を解決しに来たシグナたちがこの結界を破って侵入してきたため、十兵衛は邪悪の手先と勘違いし、襲い掛かってくる。シグナに負けた後、十兵衛は誤解していたことを認め、結界の停止によって加速してしまった企みの阻止を主人公に託す。

## 登場人物
シグナ
本作の主人公。元は邪眼を持つただの孤児であり、革命団の一員として活動していたが、何者かによってデモンゲイザーにされ、過去の記憶と引き換えに倒されて弱体化したデモンを「魔眼」によって支配するという強力な力を得た。なお、名前、容姿、性別、ボイスは変更可能であるほか、性格も善人、普通、悪の3タイプから選択可能である。ファイナルガッツやワイルドスイング（ファイター）、切り込みや二刀流（サムライ）、パリィやキラーエッジ（アサシン）、ホーリーガードやプロヴィデンス（パラディン）など、複数の前衛クラスの特性を備えている。どういう組み合わせで覚えるかは開始時に選択したアライメントによって決まり、前作ではゲイザー固有のスキルだったアストロフォースもアライメントに左右される。また、刀がメインウェポンの為、村正なども使える。戦闘中に倒されても即ゲームオーバーとはならないが、倒されると立て直しに苦労する。
エクスペリエンスの千頭は、オズとシグナの違いを「仮面ライダーとライダーマン」に例えている。
デモンクロス体
デモンたちと合体して発現する力。合体するデモンによって力・技・魔のいずれかになるが、いずれも胸に時計のようなものがある。発動時はムービーが流れる。前作のデモン暴走形態時に割り当てられていた殺し文句が表示されるなど、オリジナル・デモンに近い存在。
力形態の殺し文句は竜星抗帝（Dragon The StarTrator)。深紅の竜人。物理ダメージが1.2倍になる。
魔形態の殺し文句は天魔時空（Satan The DawnAbsolute）。青いローブの魔人つ。魔法ダメージが1.2倍になる。
技形態の殺し文句は獣王無刃（Beast The BladeTyrant）。獅子の面と白い翼の獣人。必中＆攻撃ヒット数＋1と比較的多彩な能力を持つ。
ミュゼ
声：斎藤千和
アステリア革命団の女リーダーにしてシグナの幼馴染み。強引でガサツなど性格に問題はあるものの、強力なリーダーシップを発揮し、仲間に対する情誼も厚く、気前の良さゆえに周囲からの信頼もあつい。革命団が運営する「大転覆ラジオ」のDJを務めている が、プリムとは対照的に酷い音痴。マグナスターを養母ミルダの仇として憎み、彼の野望を挫くためならば自身の身さえ危険に晒す。
シグナが新たに捕らえたデモンを実体化させて新たに加えるのが役目。更に彼女に頼むことでデモンたちの部屋を8つまで借りられる。前作とは異なり家賃制は廃止されたものの、法外な賃料を請求してくる。
明確に名前は出ないが、実は過去作品に登場するあるキャラの娘。何百年も経っているが未だ当時の傷が癒えず、今回の騒動の対処に当たるべき当代のドラゴンが新婚旅行中につき、よその邪神に乗っ取られては困ると代わりに娘をよこしたらしい。なお、空の叙事詩時代に支配下に堕ちたワイバーンはペットのごとき扱いとなっている。
プリム
声：小澤亜李
ミュゼの妹で、革命団の誇る歌姫にしてマスコット的存在。歌うこと以外の取り柄がなく、トマと同様に雑事専門。性格はミュゼと正反対で心優しく常識的で献身的。彼女の歌はスタリカに匹敵する強大な力を持つものの、歌うことで衰弱することが判明してからはミュゼに禁じられ苦悩することになる。シグナ最大の窮地において歌うことで助けとなる。

### アステリア革命団
カッスル・グロンダイク
声：新垣樽助
前作より登場した人間族の男性。「竜姫亭」を去るプロメスを心配してついてきた結果、レゼルムも一緒についてきてしまい、最終的にステラ座に居候することとなった。年齢を重ねて貫禄がつき、右目に古傷を抱える。本作では武器屋と道具屋の店主を務める一方、王城に潜入してシグナを救出したほか、のちにトマやミュゼ、レゼルムの救出やアステリア城脱出でも奮闘するなど前作以上に縦横無尽の働きを見せる。
プロメス
声：秋奈
前作より登場した謎多き少女。前作からの大まかな生活習慣は変えていないものの、ラジオ放送の放送作家としての仕事をこなす傍ら葬儀屋も続けている。ドクロ様に対する信仰心も相変わらずで関連アイテムを届けると代わりに貴重なアイテムをくれるほか、エーテル圧搾機により武器から抽出したエーテルで強化を行う。また、あらゆる事件についても詳しい。実は革命団の一員である“とある人物”と「全く会ったことがない」と後に判明する。
レゼルム
声：遠野志貴 (声優)
前作より登場したエルフ族の男。星力ラジオの受信機やステラ座の放送設備を制作した。星力ラジオの販売活動で飛び回っているためステラ座に常駐しておらず、非合法活動で得た金で夜の繁華街で豪遊した結果、前作よりも太ってしまった。醜悪な見た目で前作同様の自信家ぶりのため公然と“家畜”呼ばわりされている。
不在がちであることに加え、アジトにいてもトラブルばかりを起こすため、革命達成後に行方不明となっても誰一人として心配している者はいない。一方で、詳しい理由は不明だがマグナスターのスターゲイズを受けても完全に支配されることがなく、それもあって革命団の情報を漏らすことがなかった。結果的に、マグナスターは純粋に知らないだけと勘違いしてしまった。
トマ
声：生田鷹司
猫耳族の少年。酒場を切り盛りするバーテンダー兼シグナの世話役。常に気苦労が絶えない。
マグナスターに一族を皆殺しにされたことを恨み革命団に身を置くが、突然ステラ座を訪れたマグナスターを襲撃するも邪眼で心を奪われ、囚われの身となる。革命団存続のためミュゼは一度は切り捨てるがハンガ牢獄から救出した。プリムの歌で正気を取り戻す。
「柳生斬魔録」ではミストリッド地方に出張中のカッスルに替わり、ステラ座地下の武器屋兼道具屋を切り盛りする。
ガリー
革命団に身を置く老騎士で、ミュゼの養母ミルダの知り合いでもある。幼少期のミュゼとも面識があり、彼女の親代わりとして危険に身を晒す彼女を案じている。
ガズ
トマが拉致された際に情報提供者として加わった革命団員。なにかと損な役回りが多い。膨らんだストレスがある人物に向けて発散される。
エリク
声：小林ゆう
かつて星霊魔術師としてアステリアの治政にかかわっていた少年。ある理由からマグナスターの支配を逃れ、革命団に協力する。極度の方向音痴でありしょっちゅう行き先に迷う。革命団が危険を承知でマグナスターに挑むことに異を唱えて姿をくらませるが、城内追撃戦で復帰する。

### デモン
前作との最大の違いは前作のデモンたちは正真正銘“本物のデモン”であるのに対して、本作のデモンはマグナスターが自らの支配体制のために錬成炉で作り出した“紛い物”に近い存在である。このため意に沿わず、事実上放逐されたデモンたちもいる。各デモンたちの名前は星座に由来している。

#### スタリカの三柱
マグナスターに仕える幹部たちであり、呪歌スタリカの歌い手でもある。アステリア城2階に彼女たちの使っていた私室がある。
キグナス
声：大西沙織
マグナスターのもとで審問官を務めた女性型デモン。ヒューマン族でクラスはシスター（純正ヒーラー）。生真面目な性格をしており、マグナスターへの忠誠心が最も高かったが、シグナに敗北して籠絡される。仲間となってからは俄然協力的に転じ、スタリカを用いてマグナスター側の脅威となる。更に内なる脅威との戦いに立たされたシグナにシグナ自身の影を倒させるべく「合体」を伝授した。
人づきあいが苦手で、シグナと友達になろうとする。
センタウル
声：長縄まりあ
マグナスターの部下である女性型デモン。エルフ族でクラスはソーサレス（純正ウィザード）。キグナスの裏切りに怒り、マグナスターの要請で革命団検挙に熱を上げるが逆に罠にかかって街中を追い回され、神域に逃げ込んだことでシグナの手に落ちる。
駄洒落を多用するほど陽気な性格だが、柱のデモンとして「失敗作」であるがゆえに不相応なスタリカを身に宿した結果、魂に多大な負荷をかけるようになってしまっている。その影響で、食事をしたかどうかを忘れるほど記憶力が悪い。ただ生活するだけで生命力は減少していっている状態であり、心配したプロメスからシグナによる「作り直し」を提案されるが、その際に辛うじて残る過去の記憶を代償にすることになるため拒否した。
ドラコ
声：田村睦心
マグナスターの部下である女性型デモン。ネイ族でクラスはドラグーン（純正ファイター）。鍛錬を趣味としており、アステリア城2階にはドラコが自身の鍛錬用に使っていた魔物配置コースが用意されている。ストイックながらも姉御肌で面倒見が良い性格であり、マグナスターの部下だった当時は仲間のデモンたちに慕われていた。キグナスに続いてセンタウルまでもが裏切ったことに激怒し、シグナと雌雄を決するため本拠地である海中で待ち受ける。
その一方で色恋沙汰には奥手。

#### その他デモン
ペガサス
声：山岡ゆり
ミグミィ族のデモン。クラスはホワイトナイト（主にパラディン＋ヒーラー）。ストーリー進行上、物語序盤でシグナを追いつめるが、アステリア革命団にとらえられたのち、シグナの配下となる。性格は見た目同様に子供っぽく、シグナを「お兄ちゃん」と慕う。剣などを得物としており、回復魔法も使うことができる。即死を防ぐホーリーガードを習得するため、盾としての適性が高い。
トランスデモン時は人馬型で体つきも大きくなる。
カプリコーン
声：立花理香
ヒューマン族のデモン。クラスはランサー（主にファイター＋パラディン）。レンジが長めである槍類を得物とし、ホーリーチャージなどリスク付き高攻撃力技を扱う。気位が高く勝ち気な性格をしている。
トランスデモンすると頭身が上がり、より大人びた姿となる。
ライブラ
声：せきしほ
エルフ族のデモンで、クラスはセージ（主にウィザード＋ヒーラー）。攻撃魔法・補助魔法のほか、一部の回復魔法を習得する。その一方、自然を愛するあまり科学の産物である自分の眼鏡を壊した挙句に噴水に落ちるなど奇行の限りを尽くす。
トランスデモンすると髪の色が白と黒に分かれ、衣装も髪の色に合わせたデザインとなる。
レオ
声：瀬戸英里奈
ネイ族のデモンである男勝りな少女。クラスはソードアート（主にサムライ＋アサシン）。刀をメインウェポンとし、二刀流を使いこなし前衛の攻撃役として抜群の働きを見せる。また、LUCを上げる傾向にあるサムライタイプとの相性がいいパリィを習得する。
人間体はセーラー服のようなデザインの衣装を着ているが、トランスデモン時は甲冑のような鎧に変化し、耳も長くなる。
パボ
声：長谷川唯
ネイ族の女性型デモン。クラスはシーフ（主にアサシン＋レンジャー）。下級の回復魔法も使える。投入ジェムを1つ増やせる能力を持つ。爆発力はないが、優秀な3連続攻撃や回避低下魔法など縁の下の力持ちとして立ち回れる。
マグナスター配下だった頃の行いから自分に対する評価が低く、己の危険を顧みず私腹を肥やす金持ちの家に盗みに入る義賊をやっている。
レプス
声：船戸ゆり絵
ヒューマン族でコギャルのような姿をしたデモン。クラスはハンター（純正レンジャー）で、弓やボウガン、スリングといった飛び道具を多用する。乙女チックな一面を持つ。
トランスデモン時は露出度の高い衣装になる。
スコーピオン
声：緑川優美
妖艶な女忍者の姿をしたヒューマン族のデモンで、クラスはスカウト（レンジャー＋アサシン）。制御できずに放逐されたはぐれデモンの一人。美少年が好きで、しばらくトマにつきまとった後、シグナに乗り換えた。見た目に違わず短剣や手裏剣といった武器を用いる。また、前作ではデモンゲイザー用だった射程無限化スキル「アストロフォース」を始めとして、他にもクロスフィックスやトゥルースナイプ、パリィといった強力な部類の能力を習得する。
アクエリアス
声：高木友梨香
ミグミィ族のデモンでクラスはエンチャンター。はぐれデモンの一人。ミグミィなので小柄だがその魂は数百年を生きており、子ども扱いされると怒ることがある。また、同種族のペガサスを意識している。酒が大好物。魔法系統では次々と支援魔法を覚えるが、攻撃魔法と回復魔法は最低限しか習得しない。その一方、アイテムの使用に長けている。過去に受けた「呪い」により何度転生を繰り返しても「恋愛」が出来ない体にされている。なお、最初の体は今も海の底で眠っており、戻ろうと思えば戻れるらしい。
トランスデモン時は頭身が上がり、頭部と腰部に蝙蝠の羽のようなものが生える。
タウロス
声：山下大毅
ドワーフ族のデモンで、クラスはブラックナイト（主にパラディン＋サムライ）。白髪と白いひげが特徴の老戦士で、斧などの重武器を使いこなす。気位が高く、実際実力も高い。酒と肉が大好物。不覚をとって敗北したものの、シグナを未熟者とみなしており、どうにか鍛えようと気を揉む。ただし、策を練って弱さを克服する方向なら歓迎するスタンス。ペガサス同様ホーリーガードを自己修得する盾タイプで、より攻撃的な能力を覚える。
キャニス
声：川端快彰
ドワーフ族のデモンで、クラスはモンク（主にソルジャー＋パラディン）。極端に無口で無愛想な性格と強面のせいで誤解されやすいが、実際は温和な性格であり花や木をこよなく愛する。ナックルを装備して前列で物理攻撃を繰り出しつつ、状況に応じて回復魔法も使う汎用タイプ。ファイナルガッツ・デバインボディやHP割合回復のデモンスキルなど、生存能力が高い。また、サイクロンや疾風迅雷拳など最強クラスの攻撃技も覚えるなど攻防ともに適性が高めだが、方向性を間違えると器用貧乏になる。
ヴァルペ
声：鵜沢北斗
ミグミィ族のデモンで、クラスはシャーマン（主にウィザード＋レンジャー）。苛酷な過去ゆえに他人をあまり信用していない。主に攻撃魔法を習得するが、短剣や弓など武器も扱うことができる。ブレイク系やスローなど相手を阻害することにも長けるが、守ることは不得手。
ハイドラ
声：光富崇雄
ヒューマン族のデモンで、クラスはニンジャ（主にアサシン＋サムライ）。深海奥深くに潜んでいる。自身の種族も人間だが基本的に人間全般をバカにしていて尾行と観察を趣味にしている。
トランスデモン時は禍々しい衣装をまとい、蛇のような形の武器を持つ。キラーエッジ＋二刀流という攻撃的な構成を持ち、中立アライメントにおいて唯一疾風迅雷拳を習得できるなど、スコーピオンより攻撃寄りで隠れ続けることに適している。
アリエス
声：瀬上達也
エルフ族の男性型デモンで、クラスはビショップ（主にヒーラー＋ウィザード）。一見温和だが怒りやすく、本人もそのことを気に病んでおり、ゲイザーに頼んで人格改造を試みる。初期～中期の回復魔法を習得せずいきなり強力な回復魔法や攻撃系神聖魔法を習得する。
キャンサー
声：富沢恵莉
『柳生斬魔録』から登場したデモン。クラスはダンサー（主にレンジャー＋アサシン）。語尾が「だっちゃ」など独特のしゃべり方をする一方、ある人物に対する執着心が強い。
元々ははぐれデモンの一人だったが、ステラ座に忍び込んでメンテナンス室に隠されていた転移の鏡でグリモダール城へと飛ばされていた。スターゲージを回復できる「キャンサースタリカ」など、スターゲージに関連したスキルを習得する。

### その他
マグナスター
声：小山力也
アステリア城主であるデモンゲイザー。普段はサングラスで邪眼を隠す。スタリカを持つ三柱を筆頭にデモンたちを配下に従え、人々を支配し自らの野望を遂げようとしている。ステラ座が劇場だったころは売れない旅芸人で、一人娘エリシアの歌で糊口を凌いでいたが、デモンゲイザーになり、街を支配するに至った経緯などは明らかにされていない。ミルダには温情で食べさせて貰っていた恩があり、ミュゼにもそのことを話している。
一見すると気さくで温厚な話のわかる人物にも見えるが、実際は冷酷かつ冷徹な人物である。
アステリア革命団については「魔王の配下に誑かされている」と一貫して称しており、両者の間において認識の食い違いが甚だしい。
エリシア
マグナスターの娘。幼いながらに優れた歌い手としてステラ座のステージに立っていた。既に死亡しているのだが、実は蘇ったという不穏な噂が巷に出回る。
実はエリクの正体であり、身体はエリシア本人だが、中には別人の魂が宿っていた。魂はミュゼから「ルーちゃん」と呼ばれており、様々な時代で現れてはしつこく復活を繰り返していた。鉱石生命体を操るとされる異界の邪神「フロム・ジ・エルゴ」を呼び出し、その力で復活するつもりだった。
全体の流れで見ると、そもそも一人ですべてのデモンを作り掌握していたマグナスターがデモンゲイザーを作る理由がないなど、彼女の説明は細かいところで実情と齟齬を起こしていた。
最終的には邪神「フロム・ジ・エルゴ」は退けられるもその力の残滓を吸収し、エルゴ・ワルキューレという存在として復活する。肉体の影響を受けているのか、本来は男性であるがエルゴ・ワルキューレは女性の体を持つ。
柳生十兵衛
『柳生斬魔録』で登場する人物。昔の日本からこの世界に飛ばされた異邦人の男性であり、それにあたって体が再構築（「剣の街の異邦人」参照）される際、ランスローナの魂が混じったことで彼女そっくりの肉体に形成される。同様の理由から左目が治っており、刀の鍔を使った眼帯は邪眼隠しとして右目に装着している。
ランスローナ・ベオウルフ
声 - 田中敦子
ヒューマン族の賞金稼ぎの女性で、かつて「竜姫亭」の利用者の一人だった。前作の出来事で死亡するが、その魂は完全に消滅しておらず、「柳生斬魔録」では異常事態に対処するために影で活動していた。
キルケー
声 -長谷川唯
いずこからか呼び出された魔女。調和の取れた世界を嫌い、それを破壊するために異界の邪神「トゥルバデバイス」を呼び出そうとグリモダール城の奥の異空間で儀式を行い、その過程で前作のデモンの複製を作り出した。自身はおろか邪神すら敗北して企みが失敗しても狂った笑いを見せるなど、おおよそまともなメンタリティを持っていない。また、倒された邪神は、キルケ―とともにこの世界に現れる際に通った穴から追放された。
フラン・ペンドール

宿屋「竜姫亭」の女主人。 「柳生斬魔録」の時点では父親への報告を兼ねて新婚旅行に出ていた。
ピーネ
声 - 沼倉愛美
「柳生斬魔録」にて登場。ネイ族の女性で、「竜姫亭」の副支配人。フランのいない孤独感を紛らわすために竜姫亭中にキノコを飾ったことが、物語のきっかけとなる。

## 制作

### 前作からの反省・変更点
エクスペリエンスのプロデューサーである千頭元が前作のトロフィーのデータを調べた結果、ゲームを途中でやめたプレイヤーの数が同社の予想を上回っていたことが判明した。このうち、グリモダール城の入口のところで投げ出したプレイヤーの数は全体の半数近くであり、その次に投げ出したプレイヤーの数が多かったのはイーシルミラージュとの戦闘であった。イーシルミラージュとの戦闘はゲーム終盤のイベントで、開発側がプレイ上の壁として設定したところであり、千頭は双方のスタッフも全員難なくクリアできたということは、ダンジョンRPG慣れしたスタッフばかりだったことからこのようなことが起きたのではないかと推測している。
以上のこともあり、『デモンゲイズ2』の開発を始めるにあたり、「より多くの人にクリアしてもらえる内容にする」という目標がたてられた。
また、ユーザーから「デモンと冒険したい」という意見も多かったため、デモンの立ち位置が召喚獣からパーティーメンバーに変更された。これに伴い、前作にあったNPCのパーティーメンバーが廃止され、キャラクターメイキングも主人公に限定された。
前作では『ウィザードリィ』などの古典的なダンジョンRPGのシステムを基にしていたため、プレイヤーがダンジョンと竜姫亭を行き来するだけになっていた反省から、本作では人口のある城下町が舞台になり、「革命」をテーマとしたストーリーが展開された。また、『円卓の生徒』および『剣の街の異邦人』との世界観のつながりも強化されたほか、途中で『デモンゲイズ』を3部作構成にする構想が立ち上がったことから、これらを意識した演出もでてくるようになった。前作では、竜姫亭から1歩でも外に出ると管理人・フランが家賃を請求してくることに対してユーザーから否定的な意見が相次いだため、今作ではそのような事態が発生しないように工夫が施された。

### キャラクター設定
前作のデモンは「神の兵」だったのに対し、今作のデモンは「元は人間だったが、魂を改造してデモンになった」という設定であり、千頭は本作におけるデモンを『仮面ライダー』でいうところの怪人のような存在であるとしている。
デモンのデザインは改造元の種族と戦闘時の立ち位置についてデザインが分かれており、前衛は竜、中衛は獣、後衛は悪魔をモチーフとしている。
また、「デモン人工の存在であるがゆえに制御が有効である」という設定から派生して「人間体からデモン体に変身する」という能力が付与された一方、「暴走するほどのパワーを持たない」という設定から派生する形で暴走の概念が取り払われ、デモンゲイザーとデモンの合体という機能が追加された。
高位のデモン・スタリカの三柱の2人目であるセンタウルのキャラクター誕生の経緯について、安宅は「自分が駄洒落好きで、開発スタッフの中にも駄洒落を理解してくれる方がいてくれたおかげでセンタウルが生まれた」とし、「駄洒落好きではあるが、ゲームを進めると乙女チックな一面や切なくなる出来事も発生するので、そのギャップが良い」と彼女の魅力について、東京ゲームショウ 2016のスペシャルステージにて述べている。
スタリカの三柱の3人目であるドラコについて、安宅は「過去に悪事を働いたことから他者と距離を置きたがるが、構うなと言われると構いたくなるような雰囲気があり、RPGのキャラクターとしても強い分、プレイヤーは必然的に構いたくなるだろう」としている。

### キャスティング
メインヒロインであるミュゼ役には、エクスペリエンス社内で人気のあった斎藤千和が起用された。安宅は自分も斎藤の自身もファンだったため、収録時は緊張のあまりたくさん話すことができなかったと東京ゲームショウ 2016のスペシャルステージのトークショーの中で振り返っている。
高位のデモン・スタリカの三柱であるキグナス役には大西沙織が、センタウル役には長縄まりあが、ドラコ役には田村睦心がそれぞれ起用された。

### 音楽
霜月はるかの歌う『STARLLICA』が本作の主題歌として採用されたほか、本編内の合唱シーンでも使われている。安宅は『STARLLICA』を主題歌として起用した理由について「霜月さんにはエクスペリエンスの過去の作品でも提供していただき、その時に透明感のある歌声の虜になりました。本作の主題歌には神聖な歌声が必要であると感じ、霜月さんにオファーいたしました」と東京ゲームショウ 2016のスペシャルステージの中で述べている。また、主題歌とは別にスタリカの三柱の歌が挿入歌として用いられている。

### 制作（柳生斬魔録）
9月15日から18日に開かれた東京ゲームショウ2016にて、「PROJECT-KENGO-」と呼ばれていた大型アップグレードの正式名称が「柳生斬魔録 コール・オブ・ザ・グリモダール」であることが明らかにされた。
ディレクターの安宅元也は、「柳生斬魔録」を『デモンゲイズ2』の最終形態と称しており、「前作でクリアできたユーザーが全体の半数だったことを悔しかったので、『デモンゲイズ2』はプレイヤー全員がクリアできることを目指してきたが、難しいことに挑戦したい人を置いてきぼりにするわけにはいかないため、このような形にした」と述べている。前作においてグリモダール城で脱落者が多かったことから、「柳生斬魔録」の舞台としてグリモダール城が選ばれた。ゲームライターのベニー松山がシナリオライターを務め、松山と親交のある漫画家の萩原一至が敵キャラクター「新たなる邪神」のデザインを手掛けた。

### 発売まで
発売日変更
『デモンゲイズ2』の開発は順調に進んだため、9月に発売することを前提としたスケジュールがたてられていた。
この時点では発売日の候補として9月29日と10月13日の2つが上がっていたが、9月には他社から大作RPGが2本発売されるという情報があったため、ユーザーが9月に『デモンゲイズ2』を購入したとしてもすぐには遊んでもらえないという懸念があったことから、発売日は10月13日に決定した。その後、8月中旬に、大作RPGのうちの1本の発売延期が決定したため、当初の予定である9月29日に発売日が前倒しにされる結果となった。
前作の割引セール
本作が発売されるにあたり、角川ゲームスはエクスペリエンスに、前作『デモンゲイズ』の割引セールをPS Storeで行わないかと提案した。千頭は前作の売れ行きを踏まえたうえで「漫画の単行本で1巻目をセール価格にしたところ、続巻の売れ行きが上がった」というニュースを耳にしていたため、手に取ってもらうことが大事だと考えて、その提案に乗った。当初は『デモンゲイズ2』に出てくる地名「666番街」にあやかって666円にしようとしたが、千頭の提案によりセール価格は500円となった。その結果、セールで前作をプレイしたユーザーが『デモンゲイズ2』を予約するという現象が起きた。